# باول ماكدونالد (لاعب كرة قدم أمريكية)
باول ماكدونالد (بالإنجليزية: Paul McDonald)‏ هو لاعب كرة قدم أمريكية أمريكي، ولد في 23 فبراير 1958 في مونتيبيلو في الولايات المتحدة.

## وصلات خارجية
- باول ماكدونالد على موقع مرجع كرة القدم المحترفة.كوم (الإنجليزية)